# Profronde van Drenthe 2006
La Profronde van Drenthe 2006, quarantaquattresima edizione della corsa, valida come evento dell'UCI Europe Tour 2006 categoria 1.1, si svolse l'8 aprile 2006 su un percorso di 198,5 km. Fu vinta dal tedesco Markus Eichler, che terminò la gara in 5h 13' 14" alla media di 38,271 km/h.
Furono 48 i ciclisti che portarono a termine il percorso.

## Ordine d'arrivo (Top 10)
| Pos. | Corridore            | Squadra       | Tempo    |
| ---- | -------------------- | ------------- | -------- |
| 1    | Markus Eichler       | Regiostrom    | 5h13'14" |
| 2    | Floris Goesinnen     | Van Vliet-EBH | s.t.     |
| 3    | Wouter Mol           | Fondas-P3     | a 48"    |
| 4    | Enrico Degano        | Barloworld    | a 1'01"  |
| 5    | Kenny De Haes        | Choc. Jacques | a 1'02"  |
| 6    | Marvin Van Der Pluym | Ubbink        | s.t.     |
| 7    | Steffen Radochla     | Wiesenhof     | s.t.     |
| 8    | Fabio Sabatini       | Team Milram   | s.t.     |
| 9    | Roy Curvers          | Procomm       | s.t.     |
| 10   | Johnny Hoogerland    | Jartazi       | s.t.     |